# Eucrátides II

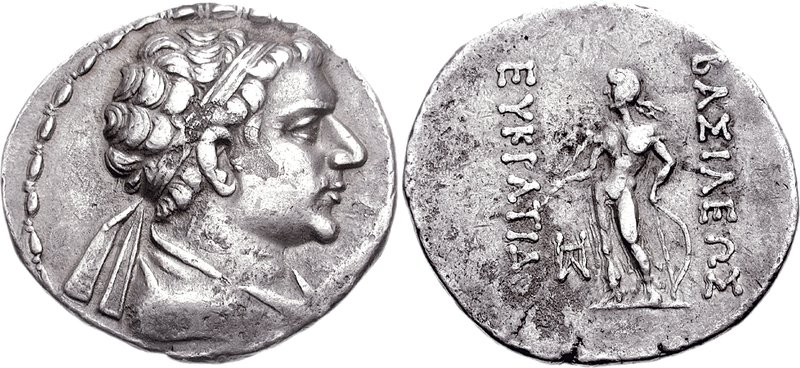
Moneda de Eucrátides II

Eucrátides II de Bactriana fue un rey grecobactriano, sucesor y posiblemente hijo de Eucrátides I. Aparentemente Eucrátides II habría gobernado por un relativamente corto período luego de la muerte de su antecesor, debido a que habría sido destronado en una guerra civil dinástica causada por el mismo asesinato.
Durante sus primeros años, Eucrátides II podría haber sido corregente de su padre: en sus monedas posteriores él añade el título de Sóter (Salvador), lo que podría indicar que en ese momento él gobernaba solo.
Poco tiempo después de la muerte de Eucrátides II, el último rey bactriano, Heliocles I (posiblemente otro miembro de la misma dinastía), es derrotado por tribus Yuezhi (tocarios), quienes expulsaron a los reyes griegos de Bactriana.